# Kim Jae-sung
Kim Jae-sung (* 3. Oktober 1983) ist ein ehemaliger südkoreanischer Fußballspieler.

## Karriere
Kim Jae-sung begann seine Profikarriere bei Bucheon SK, die 2006 zu Jeju United wurden. 2008 wechselte er zum damaligen K-League Titelverteidiger Pohang Steelers. In seiner ersten Saison bei den Steelers konnte er sich gleich in der Stammformation etablieren und am Ende der Saison den Pokalsieg feiern. Im Jahr darauf erreichte er mit seiner Mannschaft den Gewinn der AFC Champions League sowie den dritten Platzes bei der FIFA Klub-Weltmeisterschaft. Im AFC-Champions-League-Finale in Tokio schoss Kim den Freistoß auf Kim Hyung-il, den dieser zum 2:1-Siegtreffer gegen den saudi-arabischen Klub al-Ittihad köpfte. In den Jahren 2012 und 2013 musste Kim seinen Wehrdienst ableisten und spielte in dieser Zeit für Sangju Sangmu Phoenix. Anschließend kehrte er nach Pohang zurück. Die Saison 2013 schloss er mit seiner Mannschaft mit dem Gewinn der Meisterschaft ab. Anfang 2015 verließ er den Klub und schloss sich Seoul E-Land FC in der K League 2 an, verpasste mit seiner Mannschaft aber den Aufstieg. Mitte 2016 kehrte er zu seinem früheren Klub Jeju United zurück, kam dort aber nur selten zum Einsatz. Anfang 2017 wechselte er zu Adelaide United nach Australien, konnte sich dort aber nicht durchsetzen. Nach einem halbjährigen Engagement bei den Jeonnam Dragons heuerte er Anfang 2018 beim Udon Thani FC in Thailand an, wo er seine Laufbahn beendete.
Am 9. Januar 2010 bestritt Kim Jae-sung gegen Sambia sein erstes Länderspiel in der südkoreanischen A-Nationalmannschaft. Im Februar gewann er mit Südkorea die Ostasien-Meisterschaft, wobei ihm beim 3:1-Sieg im Finale gegen Japan ein Tor gelang. Im Sommer 2010 nahm er an der Weltmeisterschaft in Südafrika teil. Bis 2012 kam er insgesamt 15 Mal zum Einsatz.

## Titel und Erfolge
- Sieger der AFC Champions League 2009 mit den Pohang Steelers
- Koreanischer Pokalsieger 2008 und 2013 mit den Pohang Steelers
- Südkoreanischer Meister 2013 mit den Pohang Steelers